# رایجین

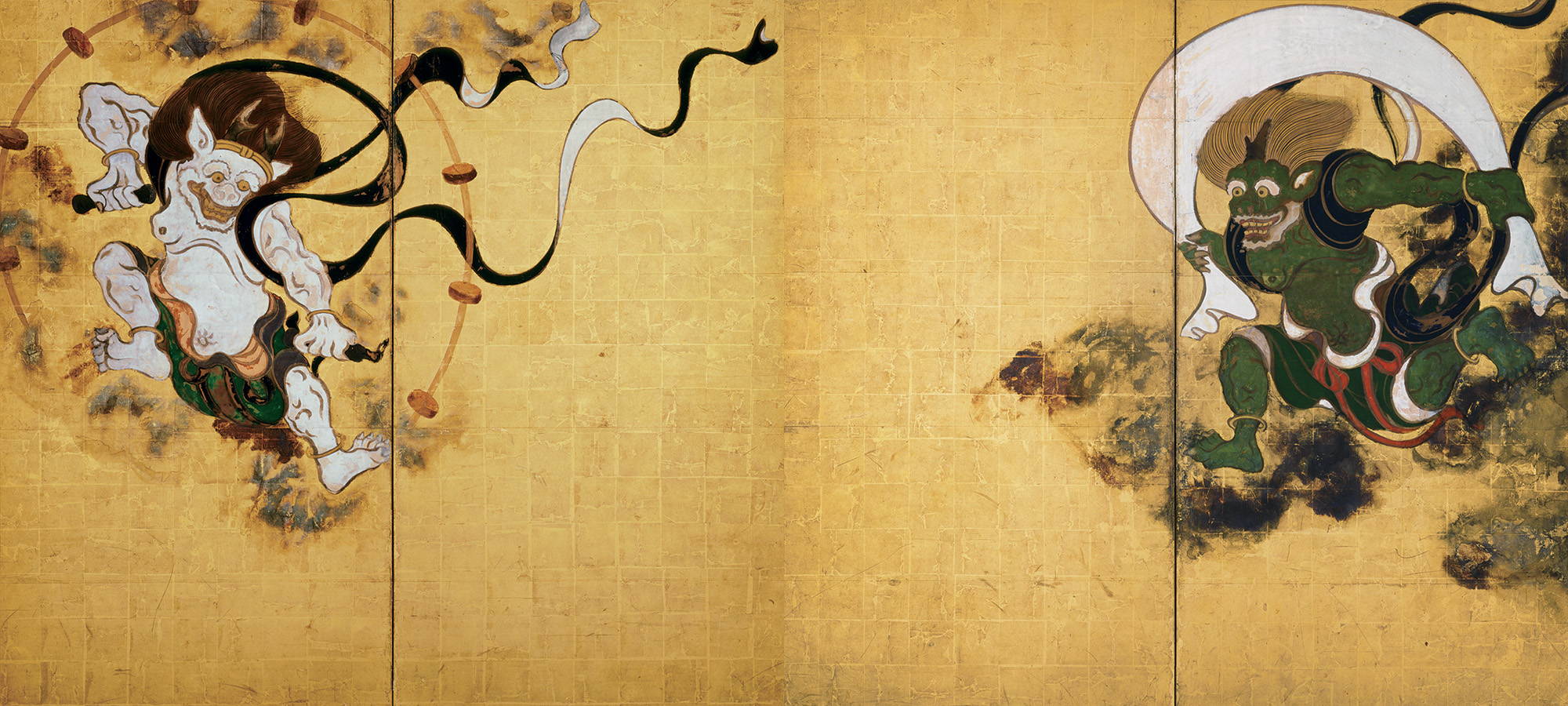
فوجین-رایجین-زو اثر تاوارایا سوتاتسو, رایجین در دست چپ و فوجین در دست راست

رایْجین∗ 雷神 خدای تندر و آذرخش (رعد و برق) در افسانه‌های ژاپنی است. معمولاً او به شکل مردی عضلانی تصویر می‌شود که حلقه‌ای از دسته‌ای طبل همراه خود حمل می‌کند و این طبلها را برای ساختن رعد و غرش به کار می‌برد.
نبشته‌های کهن سیما و مظهر رایجین را با مار و کودکی کوچک نمایان می‌کرد، ولی در حدود دورهٔ کاماکورا∗ تصاویر و تندیس‌های رایجین وی را در هیئتی دیو-مانند با تازیانه‌ای در دست و حلقه‌ای طبل پیوند یافته نمایان کرد.

## افسانه

تصویر رایجین از آثار سدهٔ ۱۷ میلادی

در عقاید کهن، رعد و برق نماد رفتار تند و شدید کامی رعد و برق بوده، و آذرخشی که زمین را می‌زند مظهر تجلی رایجین به شمار می‌آید. اصلاً خود کلمهٔ رعد در زبان ژاپنی که «کامیناری»∗ است از دو بخش کامی: かみ (خدا) و ناری: なり (صدا) تشکیل می‌شود. بر اساس بعضی افسانه‌ها، رایجین و فوجین در اصل دیو بودند که مخالف و ضد خدایان بودند. بودا لشکرش را فرمان داد تا این دو دیو را دستگیر کند. پس از نبردی سخت و طاقت‌فرسا میان این دو دیو و ۳۳ خدا، آن دو دستگیر شدند و سپس به کامی محول شدند.

## وابستگی به کشاورزی
در عقاید کشاورزان، رایجین سرپرست کشاورزی است و ظهور وی با باران علاقه دارد. نسبت این خدا با کشت و زراعت بیشتر در واژهٔ برق «اینازوما∗» یا «اینابیکاری∗» پیدا می‌شود که بخش اول این دو کلمه از اینا 稲 به معنی گیاه برنج تشکیل می‌شود. از دلایل دیگر وابستگی شخصیت رایجین به کشاورزی و آب این عقیده است که برق علت باروری شالی‌زار است. برای محصول فراوان برنج، کشاورزان ساقه‌های تازهٔ خیزران و طناب مقدس «شیمناوا»∗ را در جای ضربهٔ برق در شالی‌زار برپا می‌کنند، سپس مراسم اَماگُی∗ (نماز استسقا) در معبدها با راز و نیاز با توجه به رایجین اقامت می‌کنند.